# 越行站
越行站（Over-taking Station）是设置在双线铁路上，为满足区间通过能力的需要而设置的办理同方向列车越行的车站。铁路术语中的越行即俗称的“超车”。